# Nord-Odal
Nord-Odal ist eine Kommune im norwegischen Fylke Innlandet. Die Kommune hat 5006 Einwohner (Stand: 1. Januar 2025). Verwaltungssitz ist die Ortschaft Sand.

## Geografie

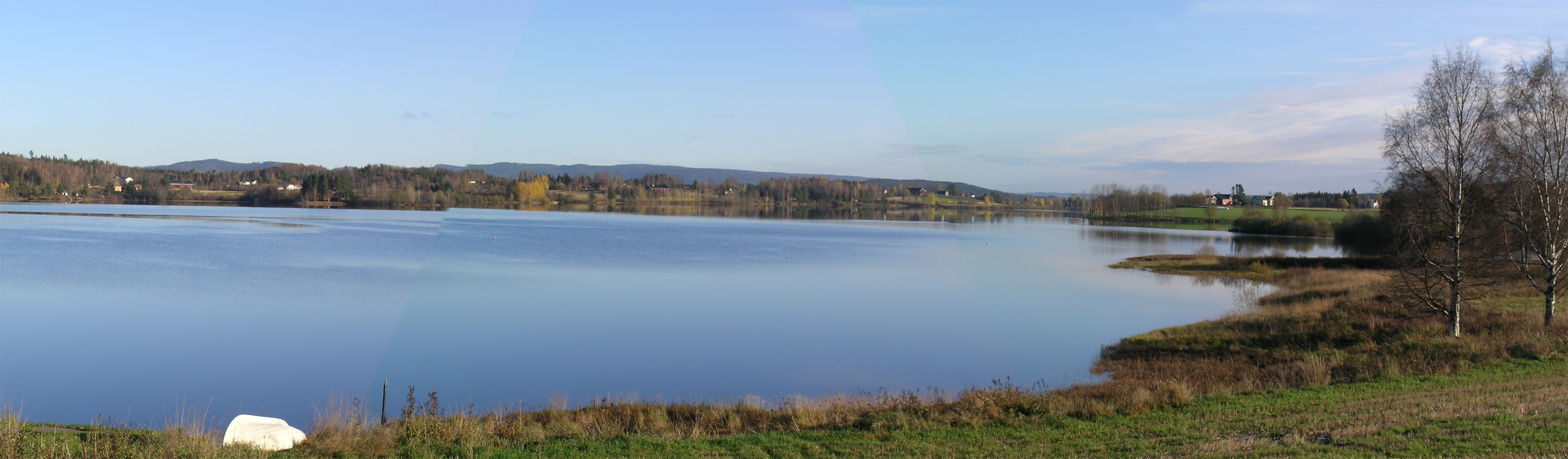
Blick von Sand auf den Storsjøen

Nord-Odal liegt im Südosten des Fylkes Innlandet an der Grenze zum Fylke Akershus. Die Gemeinde grenzt an Stange im Norden, Åsnes und Grue im Osten, Sør-Odal im Süden, Nes im Südwesten sowie Eidsvoll im Westen. Die Grenzen zu Nes und Eidsvoll stellt zugleich die Grenze zwischen Innlandet und Akershus dar. Im Süden von Nord-Odal liegt der nördliche Abschnitt des Sees Storsjøen. An dessen Nordwestufer liegt die Ortschaft Sand, im Nordosten liegt Mo. In beiden Orten münden Flüsse, die durch Täler durch den Norden der Kommune fließen, in den See. Die Erhebung Årkjølen auf der Grenze zu Stange stellt mit einer Höhe von 641,52 moh. den höchsten Punkt der Kommune Nord-Odal dar.

## Einwohner
Die Einwohner leben vor allem in den beiden Haupttälern und im Uferbereich des Sees Storsjøen. Die Einwohnerzahlen sanken lange Zeit. Die Einwohner zogen dabei verstärkt in Richtung Oslo. Mitte der 1990er-Jahre stabilisierte sich die Zahl der Einwohner weitgehend. In der Gemeinde liegen zwei sogenannte Tettsteder, also zwei Ansiedlungen, die für statistische Zwecke als eine städtische Siedlung gewertet werden. Diese sind Sand mit 1131 und Mo mit 413 Einwohnern (Stand: 1. Januar 2024).
Offizielle Schriftsprache ist wie in vielen Kommunen in Innlandet Bokmål, also die weiter verbreitete der beiden norwegischen Sprachformen.
| Jahr          | 1986 | 1990 | 1995 | 2000 | 2005 | 2010 | 2015 | 2020 | 2025 |
| ------------- | ---- | ---- | ---- | ---- | ---- | ---- | ---- | ---- | ---- |
| Einwohnerzahl | 5347 | 5335 | 5106 | 5089 | 5073 | 5118 | 5128 | 5016 | 5006 |

## Geschichte

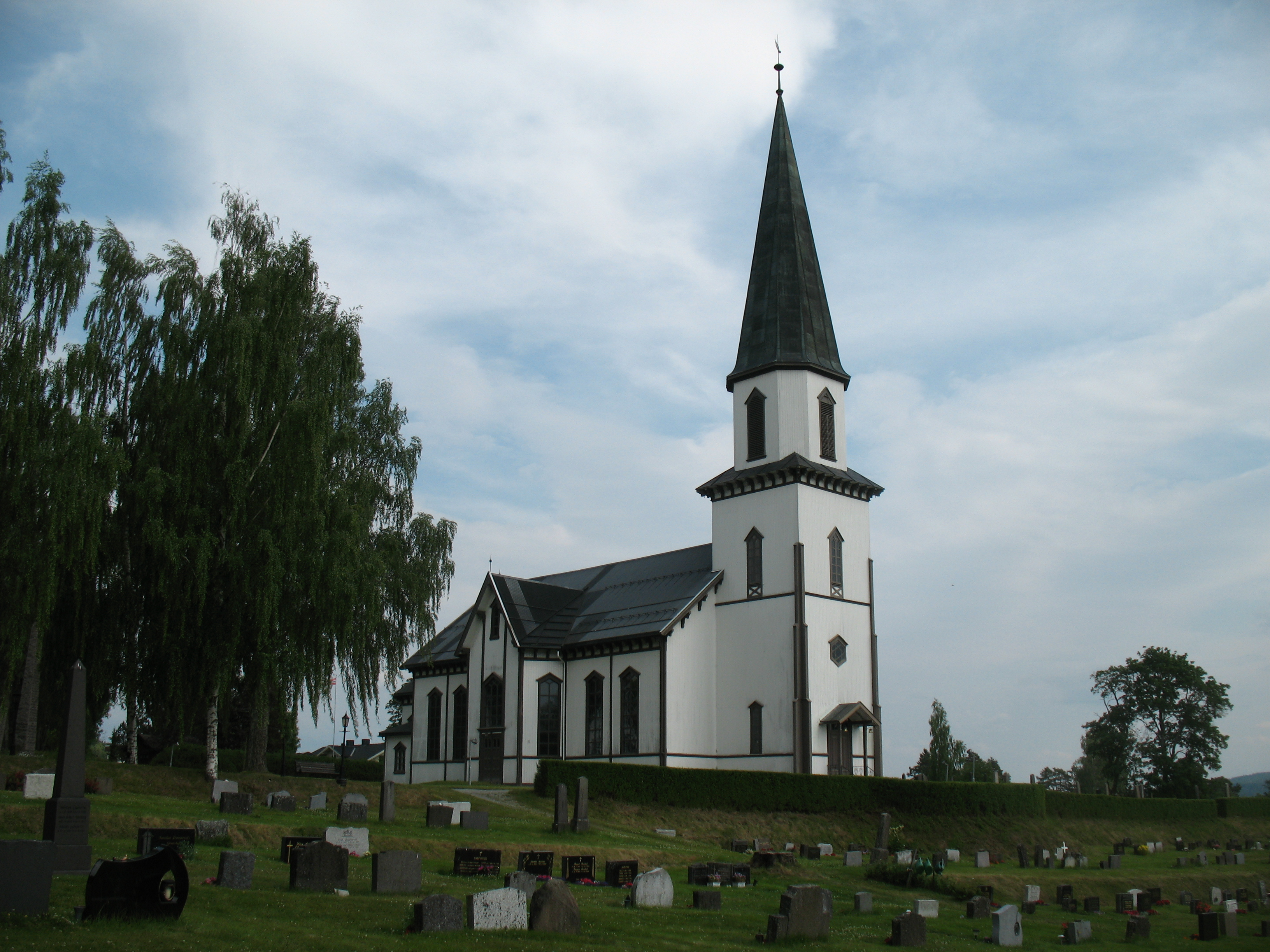
Sand kirke

Bis zum 31. Dezember 2019 gehörte Nord-Odal der damaligen Provinz Hedmark an. Sie ging im Zuge der Regionalreform in Norwegen in die zum 1. Januar 2020 neu geschaffene Provinz Innlandet über.
In Nord-Odal befinden sich mehrere Kirchen. Die Sand kirke ist eine Holzkirche aus dem Jahr 1891. Im Jahr 1864 wurde die Mo kirke nach einem Entwurf des Architekten Christian Heinrich Grosch fertiggestellt.

## Wirtschaft und Infrastruktur

### Verkehr
Am Westufer des Storsjøens führt der Fylkesvei 24 in den Norden nach Sand und von dort weiter in die Kommune Stange. Am Ostufer verläuft der Fylkesvei 209 bis nach Mo und von dort weiter nach Sand. Richtung Süden führen beide Straßen in die Kommune Sør-Odal, wo sie in die Europastraße 16 (E16) münden. Die E16 stellt unter anderem die Verbindung nach Oslo her.

### Wirtschaft
Die Forstwirtschaft ist für die Lokalwirtschaft von größerer Bedeutung. Auch die Industrie baut zu einem Teil auf der Holzverarbeitung auf. Der größte Industriesektor ist allerdings die chemische Industrie mit einer Niederlassung des Unternehmens Mapei. Im Jahr 2020 arbeiteten von etwa 2250 Arbeitstätigen nur 1150 in Nord-Odal selbst, jeweils über 100 Personen waren in Sør-Odal, Kongsvinger, Oslo und Ullensaker tätig.

## Name und Wappen
Das seit 1992 offizielle Wappen der Kommune zeigt zwei schwarze Werkzeuge aus der Forstwirtschaft, die im Norwegischen tømmersaks heißen, auf goldenem Hintergrund. Das patentierte Werkzeug wurde in Nord-Odal hergestellt. Das Wappen soll die Bedeutung der Forstwirtschaft darstellen. Der Name setzt sich aus den beiden Bestandteilen „Nord“ und „Odal“ zusammen. Der Teil „Odal“ hat seinen Namen vom Tal Odalen, dessen Name sich vom altnordischen Namen Ódalr ableitet. Die Vorsilbe „ó“ bedeutet dabei „Fluss“, der restliche Teil „Tal“. Der Name Odalen wurde ursprünglich nur für das heutige Sør-Odal genutzt.

## Persönlichkeiten
- Sigurd Hoel (1890–1960), Schriftsteller
- Marit Øiseth (1928–1971), Sprinterin und Skilangläuferin
- Hans Skinstad (* 1946), kanadischer Skilangläufer
- Marit Nybakk (* 1947), Politikerin
- Jan Werner Danielsen (1976–2006), Sänger
- Lise Selnes (* 1976), Politikerin